# 森下能幸
森下 能幸（もりした よしゆき、1962年12月4日 - ）は、日本の俳優。
東京都出身。東海大学付属相模高等学校卒業。東海大学体育学部社会体育学科中退。ザズウ所属。

## 略歴
高校、大学時代はサッカー部に所属。
松本きょうじ主宰の劇団ランプティ・パンプティを経て、1991年に北野武監督の『あの夏、いちばん静かな海。』のオーディションを受けて映画デビュー。映画作品に自分が映し出されている姿を見た時は、本当に嬉しかったという。
以降、北野作品にはソナチネ、キッズ・リターンなど複数回出演しているほか、石井克人監督作品などでも強い印象を残していく。
日本映画・テレビドラマに欠かせない脇役といえるほど数々の作品に出演するほか、声優としても活動している。幸の薄そうないかにも「変質者」役を演じることが多いが、時には「気弱で冴えないが意外な才能を発揮する」などの重要な役どころを演じ、普段影に隠れてしまう男性から共感を得ている。

## 人物・エピソード
- 特技はサッカー[2]。
- デビューのきっかけは、住んでいた近くに撮影所がいくつもあって、そこで自身のおばが働いていたので中を見せてもらう。その時の光景や色んなものが頭に残っていて、「こっちの世界のお仕事がしたいな」と思った[3]。
- 実際本人もイメージ通り大人しく腰が低い。滑舌がやや悪く「なにぬねの」が苦手で「にゃににゅにぇにょ」になってしまうことがあり、よくNG大賞で放送されている。しかし共演陣から愛されており、『信長協奏曲』にてNGを出した際に髙嶋政宏に笑顔で「アウトー」と言われ、向井理からは「森殿、アウト」と冗談交じりで言われた。本人やドラマにとっても重要なシーンでは緊張し過ぎてしまい、2回NGを出し、可哀想になるほど落ち込んでいたが、周りも重要なシーンでプレッシャーがあることを知っているため共演陣もスタッフも笑いながら許していた。

## 出演

### 映画
- あの夏、いちばん静かな海。（1991年10月19日、東宝） - カーショップ店員 役
- ソナチネ（1993年6月5日、松竹） - 助っ人（前田） 役
- キッズ・リターン（1996年7月27日、オフィス北野） - 酒場の男 役
- HANA-BI（1998年1月24日、オフィス北野） - 殺し屋B 役
- 鮫肌男と桃尻女（1999年2月6日、東北新社） - 左 役
- リング0 〜バースデイ〜（2000年1月22日、東宝） - 劇団研究生・大久保 役
- ざわざわ下北沢（2000年7月7日、シネマ・下北沢） - スカウトマン 役
- 五条霊戦記 GOJOE（2000年10月7日、東宝） - 藻平 役
- PARTY7（2000年12月16日、東北新社） - 森下 役
- 回路（2001年2月10日、東宝）
- 人間の屑（2001年3月1日、サンセントシネマワークス） - 若い作業員 役
- サトラレ（2001年3月17日、東宝） - 患者 役
- 案山子 KAKASHI（2001年6月16日、マイピック） - 村人 役
- 贅沢な骨（2001年8月25日、スローラーナー） - 危険な情事番頭 役
- PLATONIC SEX（2001年10月20日、東宝） - AVの監督 役
- GO（2001年10月20日、東映） - 原チャリの配達員 役
- ピストルオペラ（2001年10月27日、松竹） - 殺し屋NO.9 役
- 殺し屋1（2001年12月22日）
- カタクリ家の幸福（2002年2月23日、松竹） - 三宅 役
- 命の響き（2002年3月23日、ENBUゼミナール） - 明神曼太郎 役
- ダンボールハウスガール（2001年、シネカノン） - 猫田 役
- AIKI（2002年、日活） - 患者 役
- ナースのお仕事 ザ・ムービー（2002年5月11日、東宝） - 川口潤一 役
- チキンハート（2002年8月3日、オフィス北野） - 常連のサラリーマン 役
- 刑務所の中（2002年12月7日、ザナドゥー） - 原山 役
- SFホイップクリーム（2002年12月14日、スローラーナー） - ホシ・セント 役
- 黄泉がえり(2003年1月18日、東宝) - 大学医　役
- アカルイミライ（2003年1月18日、アップリンク） - 森 役
- 赤目四十八瀧心中未遂（2003年） - 爺公 役
- 呪怨（2003年1月25日、東京テアトル） - 警備員 役
- COSMIC RESCUE（2003年7月11日、ジェイ・ストーム）
- 踊る大捜査線 THE MOVIE 2 レインボーブリッジを封鎖せよ!（2003年7月19日、東宝） - 三島龍也 役
- 天使の牙B.T.A.（2003年8月23日、ワーナー・ブラザース映画）
- 座頭市（2003年9月6日、松竹） - 大工 役
- KILL BILL vol.1（2003年10月25日、ギャガ） - サラリーマン 役
- ジョゼと虎と魚たち（2003年12月13日、アスミック・エース） - 近所の中年男 役
- ガキンチョ★ROCK（2004年2月14日、イエス・ビジョンズ） - 井尻ディレクター 役
- 花とアリス（2004年3月13日、東宝） - 「サルとルー」面接官 役
- バーバー吉野（2004年4月10日、ユーロスペース） - ケケおじさん 役
- オモヒノタマ〜念珠（2004年5月8日、衛星劇場）
- キューティーハニー（2004年5月29日、ワーナー・ブラザース映画）
- 69 sixty nine（2004年7月10日、東映） - アダチ 役
- NIN×NIN 忍者ハットリくん THE MOVIE（2004年8月28日、東宝） - そば屋出前 役
- スウィングガールズ（2004年9月11日、東宝） - 弁当屋 役
- SURVIVE STYLE5+（2004年9月25日、東宝） - 空き巣・森下 役
- インストール（2004年12月25日、角川映画） - チャット相手 役
- 天国の本屋〜花火（2004年、松竹） - 天国の本屋客 役
- THE JUON/呪怨（2005年2月11日、クロックワークス） - 警備員 役
- 富江 BEGINNING（2005年4月9日、アートポート） - 高木教諭 役
- 亀は意外と速く泳ぐ（2005年7月2日、ウィルコ） - 最中屋のおじさん 役
- 星になった少年（2005年7月16日、東宝） - 飼育係 役
- @ベイビーメール（2005年9月10日、クリエイティブアクザ）
- スクラップ・ヘブン（2005年10月8日、シネカノン） - 看護師佐藤 役
- 東京ゾンビ（2005年12月10日、ショウゲート） - 吸血ゾンビ 役
- ナイスの森〜The First Contact〜（2006年3月25日、ファントム・フィルム） - 森下 役
- 日掛け金融地獄伝 こまねずみ常次朗（2006年7月8日、アートポート） - 破目津(赤貝寿司の大将) 役
- 日掛け金融地獄伝 こまねずみ常次朗 〜悪徳金融死すべし〜（2006年7月8日、アートポート） - 破目津(赤貝寿司の大将) 役
- ラブ★コン（2006年7月15日、松竹） - 店員 役
- 天使の卵（2006年10月21日、松竹） - 山本 役
- ただ、君を愛してる（2006年10月28日、東映） - 薬屋の主人 役
- 木更津キャッツアイ　ワールドシリーズ（2006年10月28日、アスミック・エース） - 常連客 役
- 監督・ばんざい!（2007年6月2日、東京テアトル） - 蝶天ラーメン店員 役
- 図鑑に載ってない虫（2007年6月23日、日活） - ホームレスの親父 役
- 吉祥天女（2007年6月30日、キュービカル・エンタティメント） - 根津先生 役
- 遠くの空に消えた（2007年8月18日、ギャガ） - トバの子分たち 役
- グミ・チョコレート・パイン（2007年） - 教師 役
- サッド ヴァケイション（2007年9月8日、スタイルジャム） - 中西 役
- 0093 女王陛下の草刈正雄（2007年10月13日、エム・エフボックス）
- サクゴエ（2007年11月10日、中目黒製作所） - 火野勝利 役
- XX（エクスクロス） 魔境伝説（2007年12月1日、東映）
- チーム・バチスタの栄光（2008年2月9日、東宝） - 足立 役
- クリアネス（2008年2月16日、ゼアリズエンタープライズ／ドーガ堂） - 斉藤 役
- 映画 クロサギ（2008年3月8日、東宝）
- Sweet Rain 死神の精度（2008年3月22日、ワーナー・ブラザース映画）
- うた魂♪（2008年4月5日、日活） - バスの運転手 役
- バカバカンス（2008年7月5日、アルゴ・ピクチャーズ） - 給水車の男 役
- ハッピーフライト（2008年11月15日、東宝） - 雑誌記者 役
- BABY BABY BABY! -ベイビィ ベイビィ ベイビィ-（2009年5月23日、東映） - 与田 役
- 昆虫探偵ヨシダヨシミ（2010年4月3日、リベロ）
- 瞬 またたき（2010年6月19日、S・D・P） - 担当医師 役
- スープ・オペラ（2010年、プレノンアッシュ） - 笹島（ルイの見合い相手） 役
- 雷桜（2010年10月22日、東宝）
- 家族X（2010年）
- サビ男サビ女「せびろやしき」（2011年1月15日） - 平田克彦 役
- 犬とあなたの物語 いぬのえいが（2011年1月22日）
- スマグラー -おまえの未来を運べ-（2011年10月22日、ワーナー・ブラザース映画）
- カイジ2 人生奪回ゲーム（2011年11月5日、東宝）
- 僕たちのアフタースクール（2011年11月5日、角川） - 財津 役
- ロボジー（2012年1月14日、東宝）
- キツツキと雨（2012年2月11日、角川映画） - 吉岡 役
- テルマエ・ロマエ（2012年4月28日、東宝） - 宇治野 役
- パーマネント ランド（2012年、ndjc）
- LOVE まさお君が行く!（2012年6月23日、松竹）
- モンスター（2013年4月27日、アークエンタテインメント）
- 俺俺（2013年5月25日、ジェイ・ストーム） - 穴川 役
- 御手洗薫の愛と死（2014年1月18日、ダブルス）
- ハロー!純一（2014年2月15日、ティ・ジョイ） - アチキタ先生 役
- ライヴ（2014年5月10日、KADOKAWA） - 緒方新一 役
- MONSTERZ モンスターズ（2014年5月30日、ワーナー・ブラザース映画）
- トイレのピエタ（2015年6月6日、松竹メディア事業部） - 田中 役
- おかあさんの木（2015年6月6日、東映）[4]
- 極道大戦争（2015年6月20日） - 沢田達紀 役
- 仮面ライダー×仮面ライダー ゴースト&ドライブ 超MOVIE大戦ジェネシス(2015年12月12日、東映） - 西園寺主税 役
- オー・マイ・ゼット!（2016年11月5日、クロックワークス） - 土井明 / 沼田昭 役
- オケ老人!（2016年11月11日、ファントム・フィルム） - 竹岡亮吉 役
- こどもつかい（2017年6月17日、松竹） - 警備員 役
- クソ野郎と美しき世界（2018年4月6日、キノフィルムズ） - 中年サラリーマン役
- いつも月夜に米の飯（2018年9月8日、SPOTTED PRODUCTIONS）
- 音量を上げろタコ!なに歌ってんのか全然わかんねぇんだよ!!（2018年10月13日、アスミック・エース） - よろこびソバのおじさん／ピザの配達員 役
- ゴーストマスター（2019年12月6日、スターダストピクチャーズ） - 松尾正平 役
- 酔うと化け物になる父がつらい（2020年3月6日、ファントム・フィルム） - 發田 役
- 君が世界のはじまり（2020年7月31日、バンダイナムコアーツ） - 業平の父 役
- 鳩の撃退法（2021年8月27日、松竹） - 大木 役
- 達人 THE MASTER（2021年9月10日、S・D・P）[5]
- 犬も食わねどチャーリーは笑う（2022年9月23日、キノフィルムズ）[6]
- 渇水（2023年6月2日、KADOKAWA） - 石川 役[7]
- うかうかと終焉（2023年10月13日、マジックアワー） - 寮の解体業者 役[8]
- Cloud クラウド（2024年9月27日、東京テアトル / 日活） - 室田 役[9]
- 静かなるドン（ライツキューブ）[10]
  - 静かなるドン2 前編（2024年9月13日）[10]
  - 静かなるドン2 後編（2024年9月27日）[10]

### テレビドラマ
- こいまち 第7話 秋田阿仁町失恋ツアー・ぶなの森に抱かれて（1999年1月12日 - 3月16日、フジテレビ系）
- アナザヘヴン〜eclipse〜 5th moon（2000年5月18日、テレビ朝日系）
- R-17 第1話（2001年4月12日、テレビ朝日系）
- ウソコイ（2001年7月3日 - 9月11日、フジテレビ） - 移民局管理員 役
- 世にも奇妙な物語 '01秋の特別編 「おばあちゃん」（2001年10月4日、フジテレビ系） - 運転手 役
- 演技者。「TEXAS」（2002年5月21日 - 6月18日、フジテレビ系） - 沼田 役
- ナースのお仕事4（2002年7月2日 - 9月24日、フジテレビ系） - 川口潤一 役
- ケータイ刑事 銭形愛 第7話（2002年10月6日 - 2003年3月30日、BS-i）
- 68FILMS 東京少女 第4話（2003年、BS-i）
- 怪奇大家族 第1、2話（2004年10月4日 - 2004年12月26日、テレビ東京系） - 不動産屋 役
- ミステリー民俗学者 八雲樹 第1、2話（2004年10月15日、テレビ朝日系）
- いちばん暗いのは夜明け前 第1、2、4、13話（2005年7月3日 - 9月25日、テレビ東京） - 管理人 役
- 幸せになりたい!（2005年7月14日 - 9月15日、TBS系） - 本山仁 役
- Happy!（2006年4月7日、TBS系） - 山口百太郎 役
- 医龍-Team Medical Dragon- 第3話（2006年4月27日、フジテレビ系） - 牧原 役
- 14才の母 第6、7話（2006年10月11日、日本テレビ系）
- Happy!2（2006年12月26日、TBS系） - 山口百太郎 役
- 帰ってきた時効警察 第一話（2007年4月13日、テレビ朝日系） - 相馬一兵 役
  - 時効警察special（2019年） - ずぶ濡れニンゲン
- LIAR GAME 第2、3、5、9、11話（2007年4月28日 - 5月12日、フジテレビ系） - 土田靖史 役
- 金曜ナイトドラマ モップガール 第1話（2007年10月12日、テレビ朝日系） - 警官 役
- ジョシデカ!-女子刑事- 第7話（2007年11月29日、TBS系）
- 栞と紙魚子の怪奇事件簿 第3話（2008年1月19日、日本テレビ系）
- あしたの、喜多善男〜世界一不運な男の、奇跡の11日間〜 第3話（2008年1月22日、関西テレビ系） - 雀荘の店主 役
- トリハダ3〜夜ふかしのあなたにゾクッとする話を 第六話（2008年4月2日、フジテレビ系） - サラリーマン 役
- オトコマエ!（2008年） - 左七
- パズル 第4話（2008年5月9日、テレビ朝日系） - 溝田健一 役
- 週刊真木よう子 第8話（2008年5月21日、テレビ東京系） - 客A 役
- 猿ロック（2008年7月23日 - 10月15日、日本テレビ系） - 寅爺 役
- 33分探偵 第6話（2008年9月6日、フジテレビ系） - ちょいワル新聞の購読を頼みに来た男 役
- 恋うたドラマSP 第二夜（2008年10月17日、TBS系） - 沢村悟 役
- 婚カツ!（2009年4月20日 - 6月29日、フジテレビ系） - 重岡 役
- 俺たちは天使だ! NO ANGEL NO LUCK 第6話（2009年8月5日、テレビ東京）
- トミカヒーロー レスキューファイアー 第23話（2009年9月5日、テレビ東京系） - 五十嵐カズオ 役
- オトメン（乙男）〜秋〜 第3話（2009年10月27日、フジテレビ系） - 強盗 役
- ライアーゲーム シーズン2 第5話 - 最終回（2009年12月8日 - 2010年1月19日、フジテレビ系） - 土田靖史 役
- 三代目明智小五郎〜今日も明智が殺される〜 第7話（2010年5月27日、毎日放送、TBS系） - 福留ノリスケ 役
- 逃亡弁護士 episode5 （2010年8月3日、関西テレビ、フジテレビ系） - フクナガの代理人 役
- ヘヴンズ・ロック 〜Heaven's Rock〜（2010年7月14日 - 9月1日、関西テレビ） - 死神さん太郎 役
- 金曜ナイトドラマ 熱海の捜査官（2010年8月28日 - 、テレビ朝日） - 徳留幸介 役
- モリのアサガオ 第7話「新人刑務官の父の死刑囚!!」（2010年11月29日、テレビ東京） - チンピラ 役
- Friday Break クローン ベイビー  Last CLONE（2010年12月17日、TBS系列）
- Friday Break ヘブンズ・フラワー The Legend of ARCANA Episode 1（2011年1月12日、TBS系列）
- ケータイ刑事 銭形結 第6話（2011年1月15日、BS-i）
- 野田ともうします。シーズン1 第19話「訪問者達」（2011年3月11日、NHKワンセグ2） - 新聞のセールスマン 役
- 金曜プレステージ 監察医七浦小夜子・法医学者の事件プロファイル（2011年4月22日、フジテレビ系） - 後藤康弘 役
- ここが噂のエル・パラシオ（2011年10月 - 12月、テレビ東京） - 新山 役
- 運命の人 第4話（2012年2月5日、TBS） - 看守 役
- 東野圭吾ミステリーズ 第6話「シャレードがいっぱい」（2012年8月16日、フジテレビ系） - 森本警部補 役
- 水曜ミステリー9 Dr.門倉周平の事件カルテ（2012年9月26日、テレビ東京） - 安部靖 役
- 孤独のグルメ Season2 第6話（2012年11月14日、テレビ東京）- 高東 役
- 悪夢ちゃん 第6話（2012年11月17日、日本テレビ） - 川端牧夫 役
- ヒトリシズカ 第5話（2012年11月18日、WOWOW） - 松井晋平 役
- イロドリヒムラ 第9話（2012年12月10日、TBS） - お坊さま 役
- クロユリ団地〜序章〜 第1 - 2話（2013年4月9日・16日、TBS） - 佐竹 役
- 土曜ワイド劇場 遺品の声を聴く男4（2013年5月25日、朝日放送、テレビ朝日系） - 乾勲 役
- 金曜プレステージ 「黒の滑走路3」（2013年、フジテレビ） - 津村幸次郎
- プレミアムドラマ ハードナッツ! 〜数学girlの恋する事件簿〜 第1 - 2話（2013年10月20日・27日、NHK BSプレミアム） - 滝田 役
- 変身インタビュアーの憂鬱（2013年10月 - 12月、TBS） - 天狗野郎 役
- 刑事のまなざし 第4話（2013年11月4日、TBS） - 酒井 役
- S -最後の警官- 第6話、第7話  (2014年2月16日、23日、TBS)
- BS時代劇 神谷玄次郎捕物控 第2話（2014年4月11日、NHK BSプレミアム） - 茂作 役
- マルホの女〜保険犯罪調査員〜 第1話（2014年4月11日、テレビ東京系）
- 死神くん 第2話（2014年4月25日、テレビ朝日） - 山本大輔 役
- テレビ未来遺産“終戦69年”ドラマ特別企画 遠い約束〜星になったこどもたち〜（2014年8月25日、TBS）
- 警視庁捜査一課9係 season9 第8話（2014年8月27日、テレビ朝日） - 田上雅人 役
- HERO 第2期 最終話（2014年9月22日、フジテレビ） - 回転寿司屋で無銭飲食した男 役
- 信長協奏曲（2014年10月 - 12月、フジテレビ） - 森可成 役
- ウロボロス〜この愛こそ、正義。（2015年1月 - 3月、TBS） - 蔵直太郎 役
- 闇の伴走者 第3話・第4話（2015年4月25日・5月2日、WOWOW） - 小松崎一雄 役[11]
- オンナミチ（2015年8月 - 9月、NHK BSプレミアム） - 55歳の小松勇介 役
- 仮面ライダーゴースト（2015年10月4日 - 12月20日・2016年5月15日・22日、テレビ朝日） - 謎の男/西園寺主税 役
- 科捜研の女 season15 第1話（2015年10月15日、テレビ朝日） - 萩井佳則 役
- 洞窟おじさん（2015年、NHK） - 加山二郎 役
- 赤めだか（2015年12月28日、TBS） - プロデューサー 役
- 念力家族 SEASON2 第3話、第6話、第14話（2016年4月18日・5月16日・9月12日）
- 徳山大五郎を誰が殺したか?（2016年8月20日、テレビ東京） - 警備員 役
- ラストコップ　Episode 0（2016年9月10日、日本テレビ） - 片山竜三 役
- BS時代劇 子連れ信兵衛2 第1話（2016年11月11日、NHK BSプレミアム） - 浜蔵 役
- シリーズ・横溝正史短編集 金田一耕助登場! 殺人鬼（2016年11月25日、NHK BSプレミアム） - 医師 役
- 道子とキライちゃんの相談室 第1話（2017年1月12日（11日深夜）、フジテレビ） - 二人目の中年のオヤジ 役[12]
- 雲霧仁左衛門 (2013年のテレビドラマ)（2017年） - 平助
- バイプレイヤーズ（2017年、テレビ東京） - 森下能幸（本人役、松重豊の代役）
- 月曜名作劇場（TBS）
  - 「刑事夫婦3」（2017年） - 熊田盛夫
  - 「魔性の群像5」（2019年） - 大月昭雄
- 愛してたって、秘密はある。（2017年、日本テレビ） - 金子信一 役
- 下北沢ダイハード（2017年、テレビ東京） - 店長 役
- 民衆の敵〜世の中、おかしくないですか!?〜 第1話（2017年10月23日、フジテレビ） - 広沢健司 役
- 隣の家族は青く見える（2018年1月 - 3月、フジテレビ） - 源さん 役
- シグナル 長期未解決事件捜査班 第8・9話（2018年5月29日・6月5日、関西テレビ） - 井口奈々の父 役
- 向かいのバズる家族 第1話（2019年4月4日、日本テレビ） - 種崎 役
- 悪魔の手毬唄〜金田一耕助、ふたたび〜（2019年12月21日、フジテレビ） - 別所辰蔵 役
- 日曜プライム 家栽の人（2020年5月17日、テレビ朝日） - 田之倉一樹 役
- 監察医 朝顔 第2シーズン 第8話（2020年12月21日、フジテレビ） - 浅野忠 役[13]
- 地獄のガールフレンド（フジテレビ）
- ハコヅメ～たたかう!交番女子～ 第8話・第9話（最終回）（2021年9月8日、9月15日、日本テレビ） - 木村義徳 役
- アバランチ 第5話（2021年11月15日、カンテレ・フジテレビ） - 和泉卓司 役
- SUPER RICH 第7話（2021年11月25日、フジテレビ） - 加藤 役
- ミステリと言う勿れ 第1話 - 第3話（2022年1月10日 - 24日、フジテレビ） - 煙草森誠 役[14]
- 歯無しのグルメ〜噛まずにとろける美味い店〜（2022年5月28日、TBS） - サウナのおじさん 役
- 量産型リコ -プラモ女子の人生組み立て記-（2022年7月1日 - 9月2日、テレビ東京） - 雉村仁 役[15]
  - 量産型リコ -もう1人のプラモ女子の人生組み立て記-（2023年6月30日 - 9月1日、テレビ東京）[16]
  - 量産型リコ -最後のプラモ女子の人生組み立て記-（2024年6月28日 - 8月30日、テレビ東京） - 小向仁 役[17]
- 石子と羽男-そんなコトで訴えます?- 第9話・最終話（2022年9月9日・16日、TBS） - 高岡良樹 役
- 新宿野戦病院 第7話・第10話・最終回（2024年8月14日・9月4日・11日、フジテレビ） - タケ 役[18]
- 全領域異常解決室 第3話（2024年10月23日、フジテレビ） - 片桐凛太朗 役[19][20]
- ドラマW ゴールデンカムイ -北海道刺青囚人争奪編- 第5話（2024年11月3日、WOWOW） - 貸元 役
- 私は整形美人（2025年1月17日 - 2月14日、フジテレビ） - 片桐義春 役[21]
- 今夜は…純烈 ep03「すご～い!お金が好き!」（2025年3月12日、テレビ東京） - 春男 役[22]
- いつか、ヒーロー 第2話（2025年4月13日、朝日放送テレビ・テレビ朝日） - 三郎 役

### バラエティテレビ
- 相席食堂（2023年8月1日、朝日放送）- 青森県階上町の旅人[23][24]

### ネット配信
- トークサバイバー!（2022年3月8日配信、Netflix）[25]

### オリジナルビデオ
- けっこう仮面 ロワイヤル（2007年） - 居合抜男(しおき教師)
- 仮面ライダーシリーズ - 西園寺主税 役
  - 仮面ライダーゴースト アラン英雄伝 第一章（2016年4月13日）
  - てれびくん超バトルDVD 仮面ライダーゴースト 真相！英雄眼魂のひみつ！（2016年）
  - ゴースト RE:BIRTH 仮面ライダースペクター（2017年4月19日）

### アニメ
- アニプレックス AIBO　アニメーション「ピロッポ」風に吹かれて（石井克人監督）
- Grasshoppa! TRAVA FIST PLANET episode 1（監督-小池健、石井克人）
  - （ショートフィルム連載マガジン「Grasshoppa!」に収録されていた「TRAVA FIST PLANET episode 1」を、再度1本化編集したスペシャルDVD）

### 劇場アニメ
- ホクロ兄弟 フルスロットル!!!!（石井克人監督）
- REDLINE（2010年10月9日、東北新社、石井克人監督） - シンカイ 役[26]

### テレビCM
- アートネイチャー
- 日清食品「日清のとんがらし麺」
- 日本テレビ「日テレ式キャンペーン」
- ロッテ「アーモンドチョコ」
- イエローハット
- 湖池屋「ポテトチップス」 - 教頭先生役、キタキツネ役
- ユーキャン「通信講座」シカクムービー
- 日本郵船
- L'Arc〜en〜Ciel 『STAY AWAY』のPVを反抗期の娘と共に見て、娘の気を引こうとするがあしらわれる父親を演じている。
- サントリー「－196℃ ストロングゼロ」
- アルペン　「青い冬、はじまる」第1話「バイト先にて」篇

### ネットシネマ
- 探偵事務所5 「ログイン」（2005年） - 助手 役
- 火花（2016年） - 高田一心 役
- 77部署合体ロボダイキギョー ドラマ・伝え方が9割（2017年11月29日、AmazonPrimeビデオ） - 股吉守 役
- 日本をゆっくり走ってみたよ　～あの娘のために日本一周～（2017年 - 2018年、Amazonプライム・ビデオ） - セク山 役
- 雨に叫べば（2021年12月16日、Amazonプライムビデオ） - 柳楽浩太 役

### PV
- 氣志團 - 『キラ キラ!』（5th 2004年2月18日）
- HIRO☆TAKAMI - 『SILENT MOON』（2004年5月26日）
- エイジアエンジニア - 『絶対負けない!』（11th 2008年8月6日）
- あやまんJAPAN - 『あやまんジェットコースター』（プロモーションシングル 2011年3月30日）
- 新しい学校のリーダーズ - 『学校行けやあ゛』（2016年7月25日）

### 舞台
- Ah!レノン-もうひとつのビートルズ-（1984年、ランプティ・パンプティ　作・演出：松本きょうじ）
- ビリー・ザ・キッド（1984年、ランプティ・パンプティ　作・演出：松本きょうじ）
- Welcome（1984年、ランプティ・パンプティ　作・演出：松本きょうじ）
- ZZZ...（1985年、ランプティ・パンプティ　作・演出：松本きょうじ）
- ZZZ...改訂版（1985年、ランプティ・パンプティ　作・演出：松本きょうじ）
- ギリガン君SOS!（1985年、ランプティ・パンプティ　作・演出：松本きょうじ）
- モンキーパズルの木の下で… UNDER THE "MONKY PUZZLE"（1986年、ランプティ・パンプティ　作・演出：松本きょうじ）
- 黄金狂時代-狂い咲きビリー・ザ・キッド-（1986年、ランプティ・パンプティ　作・演出：松本きょうじ）
- WELCOME-月夜の晩はセレナーデ-（1986年、ランプティ・パンプティ　作：松本きょうじ　演出：平井洋二）
- 今朝のデイリープラネット（1987年、ランプティ・パンプティ　作・演出：松本きょうじ）
- エントロピー（1987年、ランプティ・パンプティ　作・演出：松本きょうじ）
- カゲロウの黒犬〜北赤羽サイボーグ事件〜（2011年、オフィスコットーネ　作：スエヒロケイスケ　演出：寺十吾）
- パーマ屋スミレ（2012年、新国立劇場　作・演出：鄭義信） - 大杉昌平 役
- 六番目の小夜子（2022年、新国立劇場 小劇場） - 黒川先生 役
- OUT OF ORDER（2023年公演予定、鳥栖市民文化会館 大ホール他　作：レイ・クーニー　演出：マギー） - ウェイター 役[27]
- THE 面接（2025年、シアター・アルファ東京　作・演出：樫田正剛）[28]